# バレー郡 (ネブラスカ州)
座標: 北緯41度34分 西経98度59分 / 北緯41.57度 西経98.98度
バレー郡（英: Valley County）は、アメリカ合衆国のネブラスカ州にある郡。2000年時点での人口は4,647人で、郡庁所在地はオード (Ord)。
ネブラスカ州のナンバープレートで、バレー郡の車両は最初の数字が47になっている。これは1922年にナンバープレートの制度を確立した際、バレー郡の車両登録台数が州内の郡のなかで47番目に多かったからである。

## 地理
アメリカ合衆国国勢調査局によると、この郡は総面積1,478 km2 (571 mi2) である。このうち1,471 km2 (568 mi2)が陸地で、6 km2 (2 mi2) が海や湖などの水地域である。総面積のうち0.42%が水地域となっている。

### 隣接する郡
- ガーフィールド郡（北）
- グリーリー郡（東）
- シャーマン郡（南）
- カスター郡（西）

## 人口動静

2000年の時点での郡の人口ピラミッド

2000年の国勢調査によると、バレー郡には4,647人、1,965世帯、及び1,298家族が暮らしている。人口密度は3/km2 (8/mi2) で、2/km2 (4/mi2) の平均的な密度に2,273軒の住居が建っている。この郡の人種の構成は白人98.15%、黒人（アフリカ系アメリカ人）0.15%、先住民0.32%、アジア系0.11%、太平洋諸島系0.06%、その他の人種0.80%、混血0.41%で、1.61%の人々がヒスパニックまたはラテン系である。
バレー郡に住む1,965世帯のうち、28.00%は18歳未満の子どもと暮らしており、58.70%は夫婦で生活している。5.10%は未婚の女性が世帯主であり、33.90%は家族以外の住人と同居している。31.00%は独居で、全世帯の17.90%は65歳以上の独居老人世帯である。1世帯あたりの平均人数は2.32人であり、家庭の場合は2.93人である。
郡の住民は24.70%が18歳未満の子どもで、18歳以上24歳以下が4.80%、25歳以上44歳以下が22.60%、45歳以上64歳以下が23.90%、および65歳以上が24.00%となっている。平均年齢は44歳である。女性100人に対して男性は91.70人いて、18歳以上の女性100人に対しては男性は90.50人いる。
郡の世帯ごとの平均収入は27,926米ドルで、家族ごとでは35,571米ドルである。男性の25,224米ドルに対して女性は17,217米ドルの平均的な収入がある。この郡の一人当たりの収入 (per capita income) は14,996米ドルである。総人口の12.80%、家族の10.10%は貧困線以下である。18歳未満の子どもの16.30%及び65歳以上の12.70%は貧困線以下の生活を送っている。

## 政治
2008年10月の調査によると、バレー郡には3,287人の有権者がいて、そのうち59%が共和党支持者、31%が民主党支持者、9%が無党派だった。

## 都市および村
- アルカディア (en:Arcadia, Nebraska)
- イリリア (en:Elyria, Nebraska)
- ノース・ループ (en:North Loup, Nebraska)
- オード (en:Ord, Nebraska)

## 郡区
- アルカディア (en:Arcadia Township, Valley County, Nebraska)
- デイヴィス・クリーク (en:Davis Creek Township, Valley County, Nebraska)
- イリリア (en:Elyria Township, Valley County, Nebraska)
- エンタープライズ (en:Enterprise Township, Valley County, Nebraska)
- エウレカ (en:Eureka Township, Valley County, Nebraska)
- ゲラニウム (en:Geranium Township, Valley County, Nebraska)
- インディペンデント (en:Independent Township, Valley County, Nebraska)
- リバティー (en:Liberty Township, Valley County, Nebraska)
- ミシガン (en:Michigan Township, Valley County, Nebraska)
- ノーブル (en:Noble Township, Valley County, Nebraska)
- ノース・ループ (en:North Loup Township, Valley County, Nebraska)
- オード (en:Ord Township, Valley County, Nebraska)
- スプリングデール (en:Springdale Township, Valley County, Nebraska)
- ヴィントン (en:Vinton Township, Valley County, Nebraska)
- イェール (en:Yale Township, Valley County, Nebraska)